# آکمات
آکمات (انگلیسی: ACMAT) شرکت خودروسازی فرانسوی است، که در سال ۱۹۵۴ تأسیس شد.